# رونالد مور
رونالد مور (بالإنجليزية: Ronald D. Moore)‏ (و. 1964 – م) هو كاتب سيناريو، وممثل، ولاعب كرة السلة، ومخرج سينمائي، وكاتِب، ومدون، من الولايات المتحدة الأمريكية، ولد في تشاوتشيلا، ماديرا، كاليفورنيا.

## التعليم
تعلم في جامعة كورنيل.

## أعمال بارزة
من أهم أعماله:
- Star Trek: The Next Generation
- Star Trek: Deep Space Nine.

## وصلات خارجية
- رونالد مور على موقع IMDb (الإنجليزية)
- رونالد مور على موقع ألو سيني (الفرنسية)
- رونالد مور على موقع تيرنر كلاسيك موفيز (الإنجليزية)
- رونالد مور على موقع أول موفي (الإنجليزية)
- رونالد مور على موقع قاعدة بيانات الأفلام السويدية (السويدية)
- رونالد مور على موقع قاعدة بيانات الفيلم (الإنجليزية)
- رونالد مور على موقع كينوبويسك (الروسية)